# 盧日基 (多利納區)

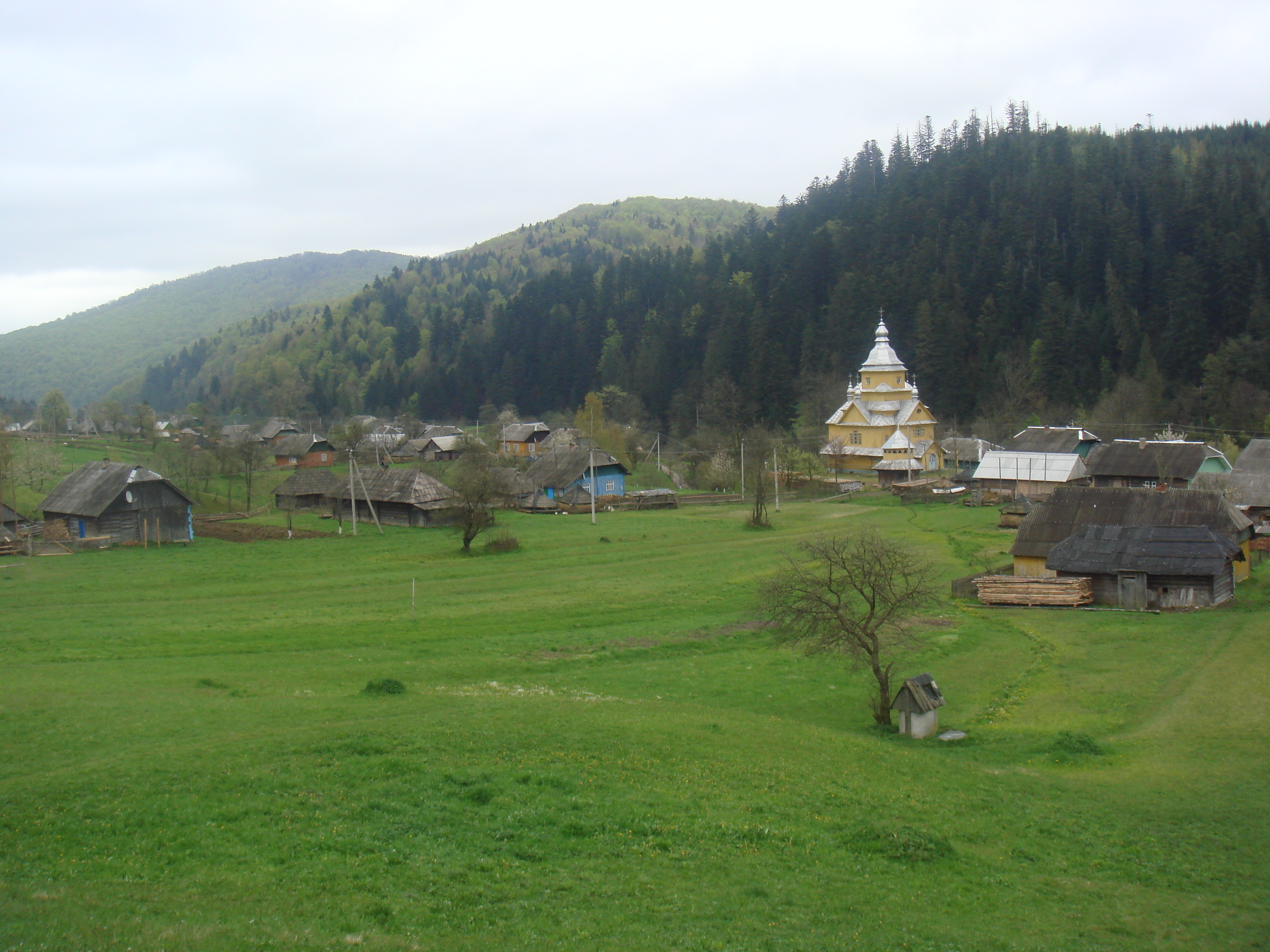

盧日基（烏克蘭語：Лужки），是烏克蘭西部的村莊，隸屬伊萬諾-弗蘭科夫斯克州的卡盧什區。該村始建於1710年，面積16.4平方公里，2001年人口280，人口密度每平方公里17.1人。
48°57′49″N 23°41′54″E / 48.96361°N 23.69833°E